# إليز ديلزن
إليز ديلزن (بالفرنسية: Élise Delzenne) (و. 1989  م) هي دراجة فرنسية، ولدت في ليسكوين.

## التعليم
تعلمت في ENSAIT ‏
.

## سجل الفوز

### سباقات أو مراحل فاز بها
| التاريخ       | السباق                                              | المركز                  |
| ------------- | --------------------------------------------------- | ----------------------- |
| 01 يناير 2013 | Coupe de France féminine de cyclisme sur route 2013 |                         |
| 22 يونيو 2013 | سباق الطريق للسيدات في بطولة فرنسا 2013             | الفائز في التصنيف العام |
| 02 أغسطس 2014 | Erondegemse Pijl 2014                               | السادس في التصنيف العام |
| 06 أبريل 2015 | جي بي دوتيغنيز 2015                                 | الثامن في التصنيف العام |
| 26 أبريل 2015 | Dwars door de Westhoek 2015                         | الفائز في التصنيف العام |
| 23 يوليو 2015 | سباق تورينجيا للسيدات 2015                          |                         |
| 01 أغسطس 2015 | Erondegemse Pijl 2015                               | الثاني في التصنيف العام |
| 27 مايو 2016  | لا كلاسيك موربيهان 2016                             | الثاني في التصنيف العام |
| 28 مايو 2016  | Grand Prix du Morbihan Féminin 2016                 | الثالث في التصنيف العام |
| 29 مايو 2016  | Gooik–Geraardsbergen–Gooik 2016                     | الثالث في التصنيف العام |
| 12 يونيو 2016 | Auensteiner-Radsporttage 2016                       | السادس في التصنيف العام |
| 23 يونيو 2016 | سباق الدراجات ضد الساعة للسيدات في بطولة فرنسا 2016 |                         |
| 24 أغسطس 2016 | Trophée d'Or féminin 2016                           | الفائز في التصنيف العام |

## روابط خارجية
- إليز ديلزن على موقع الاتحاد الدولي للدراجات (الإنجليزية)
- إليز ديلزن على موقع أرشيف الدراجات (الإنجليزية)
- إليز ديلزن على موقع إحصائيات الدراجات الإحترافية (الإنجليزية)
- إليز ديلزن على موقع نسبة الدراجات (الإنجليزية)
- إليز ديلزن على موقع CycleBase (الإنجليزية)